# Asperoseius lagunensis
Asperoseius lagunensis är en spindeldjursart som beskrevs av Corpuz-Raros 1994. Asperoseius lagunensis ingår i släktet Asperoseius och familjen Phytoseiidae. Inga underarter finns listade.